# Maria Adamska (lekkoatletka)
Maria Adamska (ur. 19 października 1931, zm. 9 września 2021) – polska lekkoatletka, sprinterka.

## Życiorys
Czwarta zawodniczka akademickich mistrzostw świata w sztafecie 4 × 100 metrów (1949).
Brązowa medalistka mistrzostw Polski w biegu na 60 metrów (1949).
Srebrna medalistka zimowych mistrzostw kraju w biegu na 80 metrów (1949).
Jednokrotna reprezentantka Polski w meczach międzypaństwowych (1949, dwa starty).
Nauczycielka wychowania fizycznego (wykształcenie wyższe).

## Rekordy życiowe
- Bieg na 60 metrów – 8,0 (1949)[1]
- Bieg na 100 metrów – 12,9 (1949)[1]
- Skok w dal – 4,90 (1948)[1]